# A Lua
A Lua – en français La Lune – est un tableau réalisé par la peintre brésilienne Tarsila do Amaral en 1928. De format carré, cette huile sur toile est un paysage qui représente une région vallonnée éclairée par un croissant de lune apparaissant entre des nuages. Un cactus évoquant une figure humaine se dresse au bord du méandre d'un cours d'eau formant un arc au premier plan. Présentée pour la première fois à Paris, en France, l'œuvre est conservée depuis 2019 au Museum of Modern Art, à New York, aux États-Unis